# Свердловська сільська рада (Тоцький район)
Свердло́вська сільська рада (рос. Свердловский сельский совет) — сільське поселення у складі Тоцького району Оренбурзької області Росії.
Адміністративний центр — селище Свердлово.

## Історія
2004 року ліквідована Кундузлутамацька сільська рада (села Кзил-Мечеть, Кундузлутамак), її територія увійшла до складу Свердловської сільради. 2013 року ліквідована Задорожна сільська рада (селища Задорожний, Криловка), її територія увійшла до складу Свердловської сільради.

## Населення
Населення — 1123 особи (2019; 1555 в 2010, 2218 у 2002).

## Склад
До складу сільської ради входять:
| Населений пункт         | Населення, осіб (2002) | Населення, осіб (2010) |
| ----------------------- | ---------------------- | ---------------------- |
| Задорожний, селище      | 362                    | 246                    |
| Кзил-Мечеть, село       | 314                    | 163                    |
| Криловка, селище        | 71                     | 0                      |
| Кундузлутамак, село     | 21                     | 2                      |
| Любимовка, селище       | 266                    | 207                    |
| Набережний, селище      | 376                    | 298                    |
| Ново-Васильєвка, селище | 290                    | 239                    |
| Свердлово, селище       | 518                    | 400                    |